# Evansville (Wyoming)
Evansville város az USA Wyoming államában,  Natrona megyében. Lakosainak száma 2746 fő (2020. április 1.).

## Története
A várost WT Evans kovácsmesterről nevezték el, aki 1882-ben érkezett az országba.
1902-ben telepedett le a jelenlegi város helyén, és virágzó ranchot alakított ki belőle. A tanyája azóta is felkereshető Evansville-ben. 
Az 1918 és 1920 közötti olajláz idején a farm egy részét eladták a Socony-Mobil és a Texas Oil vállalatoknak. Ez a lépés családokat vonzott a környékre, akik a finomítókban kerestek munkát.

## Népesség
A település népességének változása:

| 2010 | 2 544 |
| 2020 | 2 746 |